# Діярбекір (вілаєт)
37°55′ пн. ш. 40°14′ сх. д. / 37.91° пн. ш. 40.24° сх. д.
Вілаєт Діярбекір (осман. ولايت ديار بكر) — вілаєт Османської імперії, що розташовувався на Месопотамській рівнині. Утворений 1867 року з частини Курдистанського та Діярбекірського еялетів з площею 46,810 км². Припинив існування після розпаду Османської імперії та утворення Турецької республіки.

## Історія
У 1867 році в рамках реформ Танзимату еялет Діярбекір було перетворено на вілаєт з цією ж назвою. У 1879 році з частини вілаєту було утворено самостійну провінцію Мамурет-уль-Азіз. У 1894—1896 роках відбулися сутички між курдами, яких підтримував османський уряд, та вірменами ассирійцями. Причиною цього було те, що султани розглядали християн на Кавказі та Малій Азії як загрозу у можливій війні з європейськими державами. Під час різанини загинуло 25 тис. ассирійців та до 1 тис. вірмен.
З 1870-х років з огляду на своє розташування та клімат стає місцем заслання представників опозиції, лідерів спротив нетурецьких народів, що боролися за незалежність від Османської імперії. У 1880—1910-х роках у в'язницях провінції утримували очільники болгарського та македонського визвольних рухів, загалом близько 300 осіб.
Під час Першої світової війни в провінції сталася нова різанина ассирійців. Її у 1915 році вчинив Решид-бей за потурання османського уряду. Вбивства християн відбувалися в містах Мардін, Діярбекір, Віраншехір, Файш-Хабур. За відомостями Сирійського православного патріархату було загалом вбито 77963 ассирійців в 278 селах. У 1917 році курди знову напали на села ассирійців в Мардінському санджаку.
В результаті поразки Османської імперії в Першій світовій війни почався розпад рештків цієї держави. У зв'язку з цим з 1920 року курди почали виступи проти турків, сподіваючись отримати власну державу, обіцяну членами Антанти. Втім, внаслідок поразок Греції та Франції у війнах з Турецької республікою курдські загони не здобули підтримки.
Тому у 1922 році вілаєт було взято під контроль уряду Туреччини, а незабаром розділено на провінції Батман, Діярбакир, Мардін, частина кази увійшла до провінції Шанлиурфа. Проте повстання та заворушення серед курдів тривали протягом 1920-1930-х років. В покарання їм та з метою затвердження турецької влади Кемаль Ататюк у 1937 році наказав перейменувати місто Діярбекір на Діярбакир, що з турецького значить мідний.

## Структура
У 1867 році вілаєт мав у складі 4 санджаки: Діярбекір, Елязиг, Мардін, Сіїрт. У 1876 році Елязіг став окремим вілаєтом під назвою Мамурет-уль-Азіз. У 1883 році Сіїртський санджак передано до Бітліського вілаєту. У 1908 році Діярбекірський вілаєт поповнився Сіверекським санджаком.
У 1908—1922 роках складався з 4 санджаків:
- Діярбекірський санджак мав 5 кази: Діярбекір, Лідже, Сильван, Дерик, Беширі.
- Мардінський санджак — 5 кази: Мардін, Джизре, Мідьят, Савур, Нусайбін
- Ерганський санджак — 2 кази: Маден, Палу.
- Сіверекський санджак — 3 кази: Сіверек, Чермік, Віраншехір.

## Населення
Відповідно до перепису 1885 року в провінції мешкало 471 462 особи. Основу складали курди. Також мешкали турки. Значною була вірменська та ассирійська громади. В Мардінському санджаки християни становили більшість (200 тис. осіб). Значною була вірменська громада в Діярбекірському санджаку (бл. 50 тис. осіб).
На 1912 рік за відомостями Вірменської патріархії в вілаєті мешкало 105 тис. вірмен. Разом з тим офіційний уряд применшував чисельність нетурецького населення: за його даними у 1914 році в вілаєті мешкало 492 101 турків та курдів, 65 850 вірмен, з яких 9960 були католиками, 42 109 — ассирійців, 5994 — халдеїв. Загальна чисельність становила 619 825 осіб. До 1917 року більшість християн було знищено або депортовано.

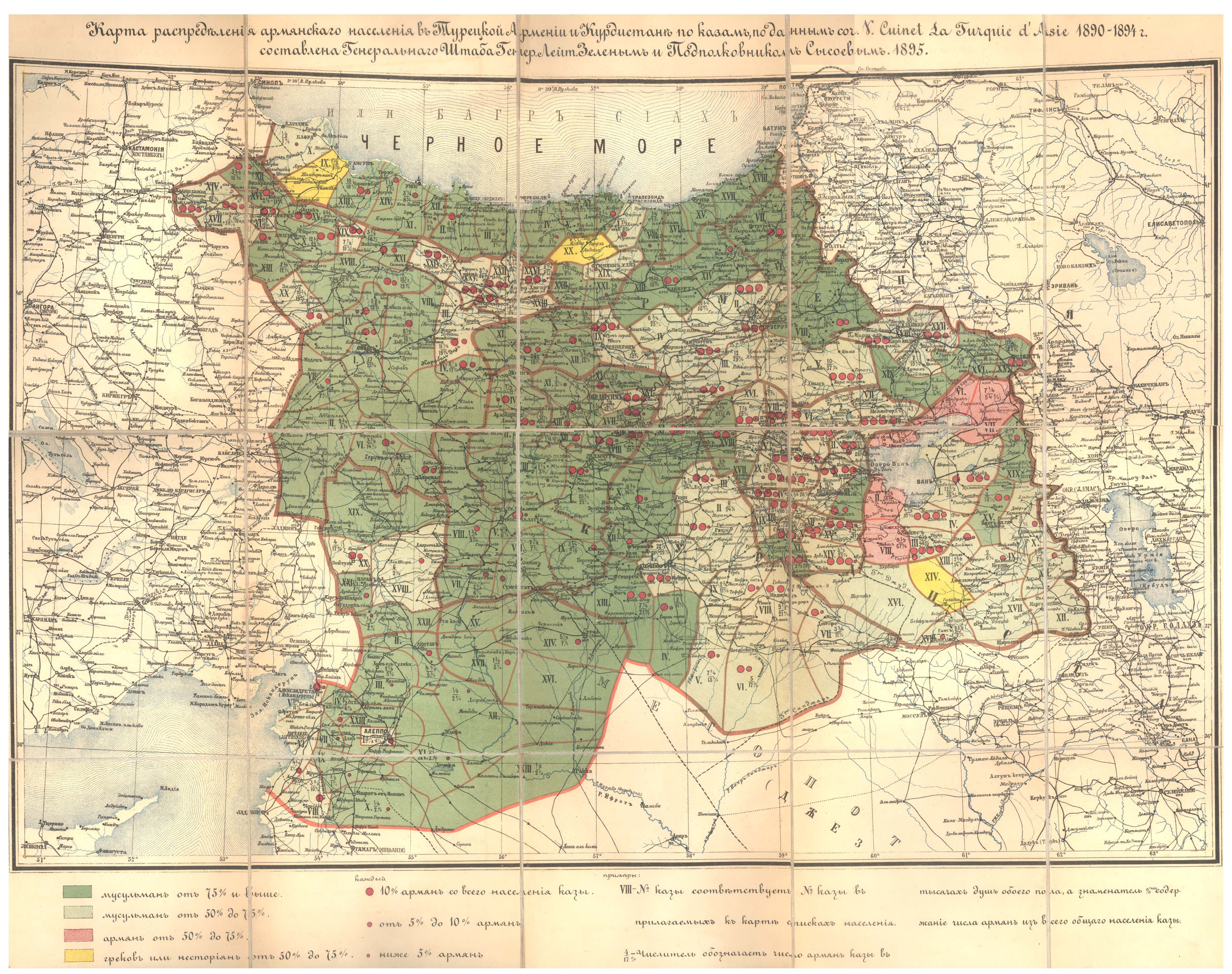
Розповсюдження вірменського населення у 1890-х роках
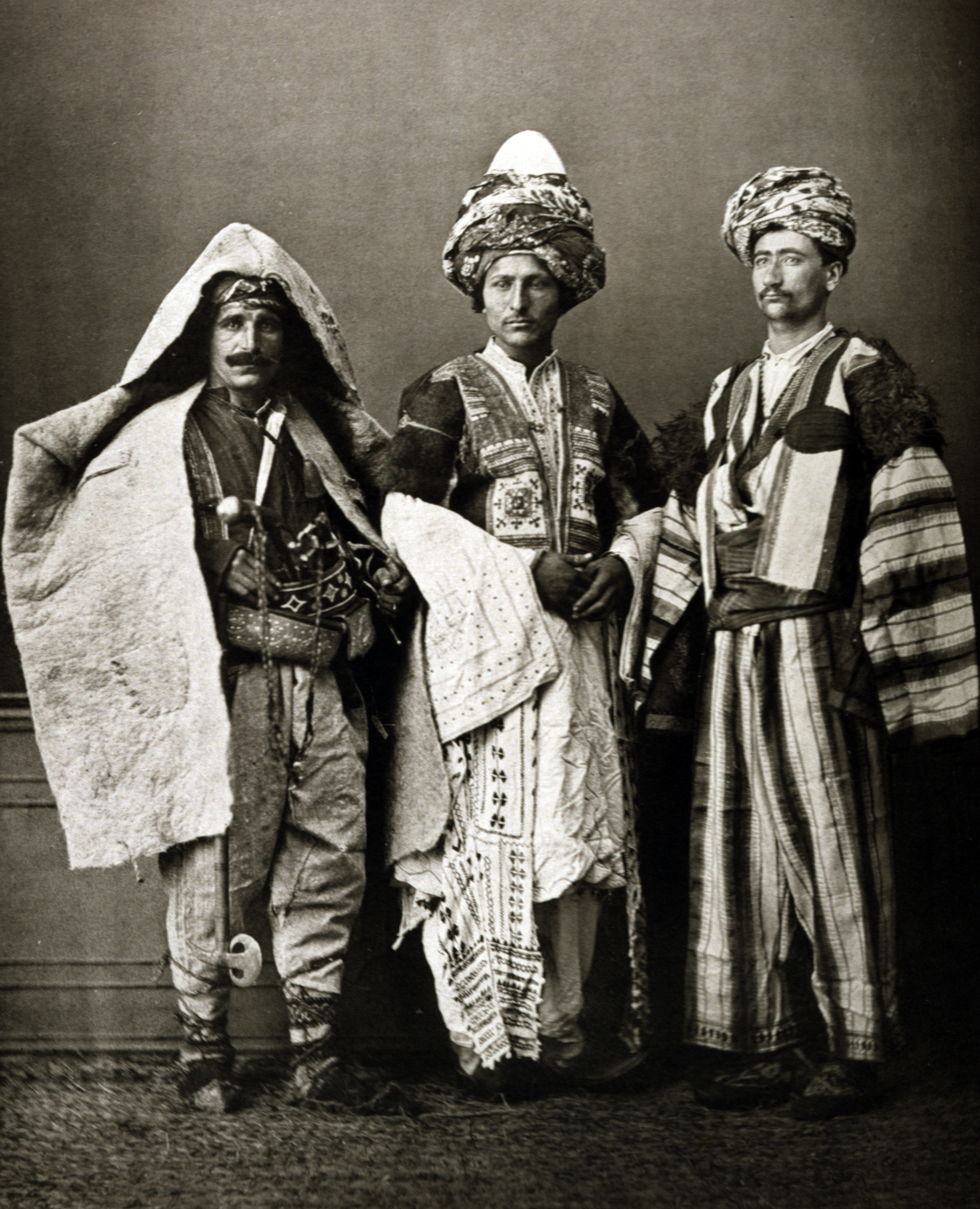
Курди

## Економіка
Основу становило землеробство і ттваринництво. Вілаєт був одним зі значних постачальником пшениці на внутрішній ринок Османської імперії. Широко були поширені посіви рис, втім найбільші врожаю збиралися на рівнині Нісібін. Крім того, в значній кількості вирощували бобові, кунжут (з нього виготовляли в промислових масштабах масло), фрукти та овочі.
Міста Діярбекір та Мардін були центрами з виготовлення килимів.